# Алгерський діалект
Алге́рський діале́кт катала́нської мо́ви (кат. alguerès) — діалект, що вживається у місті л'Алге, що розташоване на північному заході о-ва Сардинія в Італії.
Цей діалект визнано регіональною мовою Італії та Автономного регіону Сардинія. Його вживає меншість населення міста л'Алге, він також використовується для двомовних вивісок назв вулиць центру міста.
У 1372 р., після виселення місцевого сардськомовного населення, у місто було завезено каталаномовців з Барселони. До Війни за іспанську спадщину каталанська була офіційною мовою міста, після неї офіційною стала іспанська мова. З XIX ст. функцію офіційної мови виконувала італійська мова.
У 1990 р. алгерським діалектом послугувалися бл. 30 % населення міста, 65 % його розуміло. Близько 50 % населення можуть говорити також північним логудорезьким діалектом сардської мови та сассарською мовою (її також вважають діалектом корсиканської мови).
Алгерський діалект є частиною східнокаталанських діалектів, значний вплив на нього справили італійська, сардська та іспанська мови. Оскільки л'Алге було відрізано від основної території поширення каталанської мови, у ньому залишилося досить багато архаїзмів.

## Статус каталанської мови в л'Алге
З 11 вересня 1997 р. законом № 26 Автономної області Сардинія каталанська визнана однією з офіційних мов Альгеро на о-ві Сардинія в Італії поряд з корсиканською (або корсо-галурезькою) на півночі острова (у законі її названо «галурезьким діалектом»), сассарською на північному заході (у законі її названо «сассарським діалектом»), сардською у центральній та південній частинах острова та табаркінською (діалект лігурійської мови) говіркою на південному заході Сардинії (у законі її названо «табаркінською мовою»).

## Фонетика
- Як і в більшості східнокаталанських діалектів, ненаголошені «o» та «u» переходять в [u]: «portal»>"pultal", «lo»>"lu", «los»>"lus", «dolor»>"duró";
- Як в інших східнокаталанських діалектах, ненаголошені «e» та «a» переходять у нейтральний звук, який, однак, ближчий до [a] ніж до [ə]: «persona»>"palzona", «estar»>"astà", «alguerès»>"algarés";
- Зберігається фонема /v/, що відрізняється від/b/, так само, як і на Балеарських островах та у північній та південній частинах Валенсія;
- Кінцеве r не вимовляється, як у більшості східнокаталанських діалектів: «anar»>"anà", «saber»>"sabé", «fugir»>"fugí", «L'Alguer»>"L'Alghé", «volar»>"vurà";
- Фіксується перехід міжголосних /d/ та /l/ у [r] (вплив сардської мови): «escola»>"ascòra", 'Barceloneta' («маленька Барселона»): літературна каталанська [bərsəluˈnɛtə], алгерський діалект [balsaruˈnɛta], 'vila' та 'vida' у алгерському діалекті є омофонами ['vira], «cada»>"cara", «bleda»>"brera", «roda»>"rora", «codony»>"corom". Також фіксується перехід /l/ у [r] у групі проривний + -l- + голосна: «blanc»>"branc", «plana»>"prana", «clau»>"crau", «volar»>"vurà", «plaça»>"praça", «ungla»>"ungra", «plena»>"prena",
- Фіксується перехід кінцевого /r/ у певному складі у звук [l] (вплив сардської мови): «port»>"polt", «sard»>"saldu", «persona»>"palsona", «corda»>"colda", «portal»>"pultal", «Sardenya»>"Saldenya", «parlar»>"pal•là" (як у балкарському діалекті). Також фіксується спрощення звукосполучення [l] + приголосна до [l]: наприклад, 'forn' : літературна мова [ˈforn], алгерський діалект [ˈfol].
- Депалатизація кінцевих [ʎ] та [ɲ] (вплив сардської мови): 'any' — літературною мовою [ˈaɲ], алгерським діалектом [ˈan], «fill»>"fil", «vell»>"vel", «cavall»>"caval";
- Злиття початкових ненаголошених e та a після de: «d'anar»>"de ná"; «d'escola»>"de scòra";
- Перехід в [i] деяких ненаголошених e у контакті з латеральними або у випадку, коли у наступному складі є наголошена /i/: «estiu»>"istiu", «vestir»>"vistì", «llegir»>"lligì".

## Морфологія, синтаксис та лексика
- Середньовічні форми означеного артиклю: lo/los (вимова lu/lus) та la/les (вимова la/las) замість стандартних el/els, la/les.
- Архаїзми: «servici» замість «servei», «almanco» замість «almenys», «espada» замість «espasa», «lletra» замість «carta».
- Слова, скальковані з сардської мови («eba» замість «egua», «cavidani» замість «setembre» (сардською 'cabidànne'); з іспанської («iglésia» замість «església»); особливо з італійської («llumera» замість «llum», «fortuna» замість «sort», «fatxa» замість «cara», «campsant» замість «cementiri»).

## Вживання алгерського діалекту
Відповідно до опитування населення міста щодо знання каталанської мови, що було замовлене Жанаралітатом Каталонії у 2004 р., мовою володіли на такому рівні:
- Розуміли: 90,1 %
- Могли говорити: 61,3 %
- Вміли читати: 46,5 %
- Вміли писати: 13,6 %

22,4 % алгерців вказали каталанську як першу мову. 77,7 % алгерців вказують, що більшою чи меншою мірою вони мають належність до каталанської мови чи каталонської культури.